# Огненний Василь Васильович
Васи́ль Васи́льович Огненни́й (1911 , Макіївка, Область Війська Донського  — невідомо ) — український комсомольський діяч, 2-й секретар ЦК ЛКСМУ. Депутат Верховної Ради УРСР 1-го скликання (з 1938). 

## Біографія
Народився в 1911 році у місті Макіївка, тепер Донецької області в багатодітній родині робітника-конюха. Освіта нижча.
З 1927 по 1931 рік — учень токаря Макіївського трубного заводу на Донбасі. У 1929 році вступив до комсомолу.
Член ВКП(б) з 1931 року.
У 1931–1932 роках — токар Макіївського науково-дослідного інституту. У 1932–1934 роках — помічник з праці директора Макіївського науково-дослідного інституту Донецької області. У 1934–1935 роках — голова місцевого комітету профспілки Макіївського науково-дослідного інституту.
У 1935–1936 роках — служба в Червоній армії. Був червоноармійцем і секретарем комітету комсомолу військової частини.
У 1936–1937 роках — партійний організатор шахти «Грузька» міста Макіївки Донецької області.
У 1937 році — інструктор Макіївського міського комітету КП(б)У; 1-й секретар Макіївського міського комітету ЛКСМУ Донецької області.
У листопаді — грудні 1937 року — 2-й секретар Донецького обласного комітету ЛКСМУ.
У листопаді 1937 — грудні 1938 року — 2-й секретар ЦК ЛКСМУ. 
26 червня 1938 року обраний депутатом Верховної Ради УРСР 1-го скликання по Лисичанській виборчій окрузі № 277 Ворошиловградської області.
У грудні 1938 року звільнений із посади 2-го секретаря ЦК ЛКСМУ та члена Бюро ЦК ЛКСМУ. Заарештований органами НКВС.
У списку депутатів Верховної Ради УРСР станом на 1945 рік — «вибув з різних підстав».